# شبه جزيرة ليندنبرغ
شبه جزيرة ليندنبرغ (بالإنجليزية: Lindenberg Peninsula)‏ هي شبه جزيرة تقع في شرق جزيرة كوبريانوف في أرخبيل ألكسندر في جنوب شرق ألاسكا في الولايات المتحدة الأمريكية.
تفصلها عن الجزيرة الرئيسية قناة دونكان.